# Don Giovanni negli inferni
Don Giovanni negli inferni (Don Juan en los infiernos) è un film del 1991 diretto da Gonzalo Suárez.